# Intel 8051

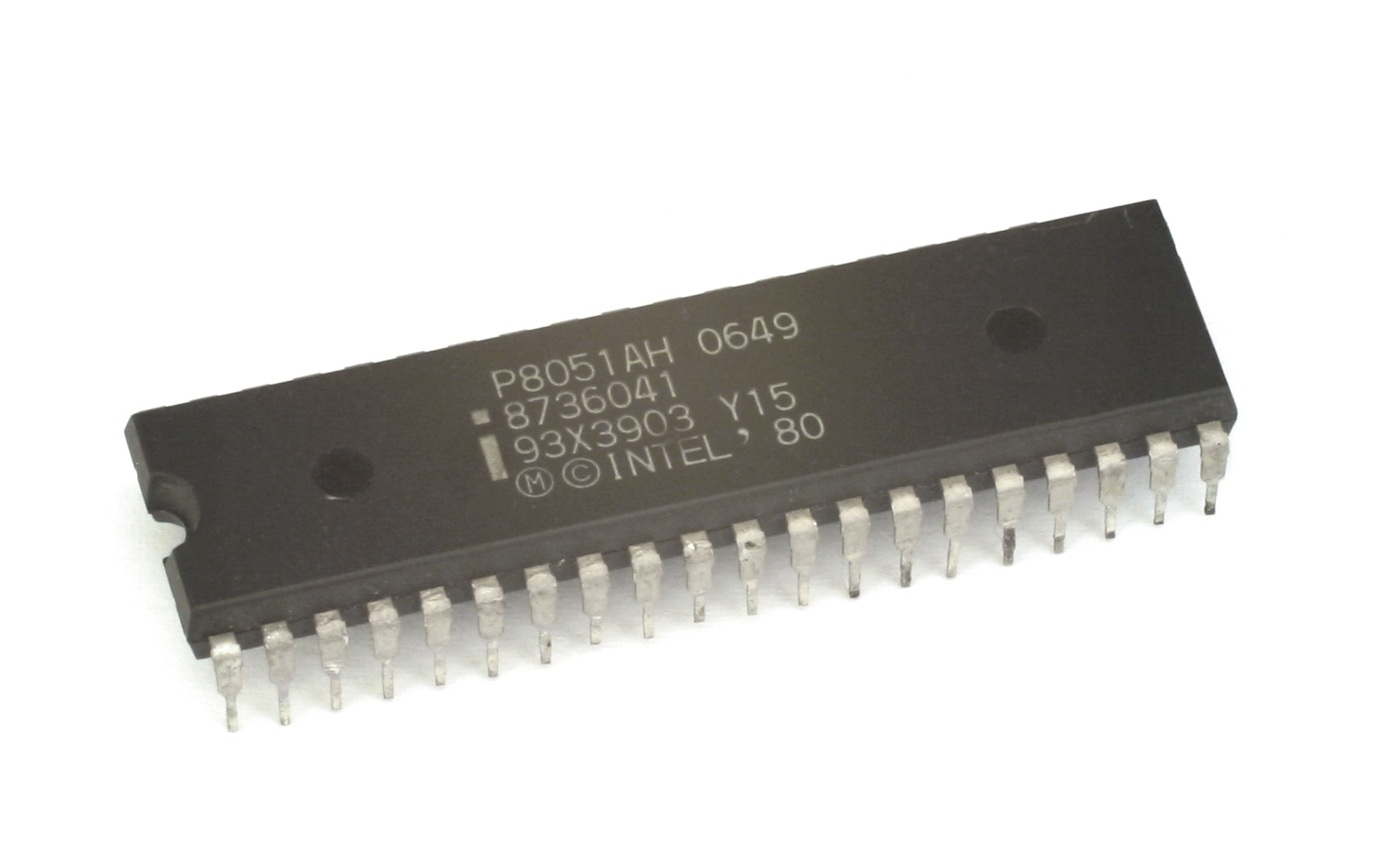
Microcontrollore Intel P8051.

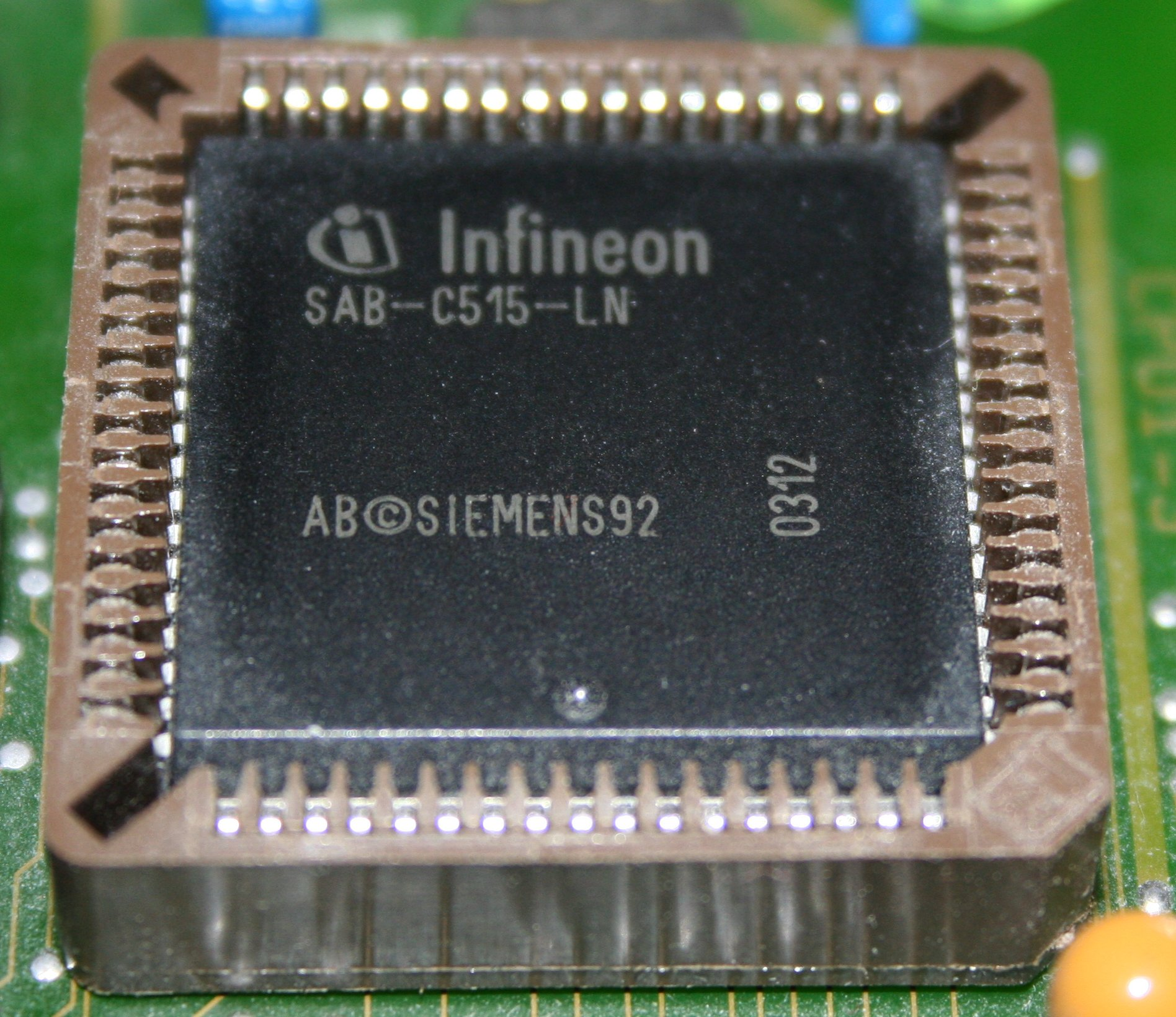
Microcontrollore SAB-C515-LN di Infineon, basato sul core 8051.

L'Intel 8051 è un microcontrollore a 8 bit su singolo chip basato su architettura Harvard, prodotto da Intel a partire dal 1980 come processore per sistemi integrati. La versione originale di Intel era popolare negli anni ottanta e i primi anni novanta ma è stata in seguito ampiamente sorpassata da una vasta gamma di dispositivi 8051-compatibili, più veloci e/o funzionali, prodotti da oltre 20 aziende indipendenti come Atmel, Infineon Technologies (precedentemente Siemens AG), Maxim Integrated Products (tramite la sua sussidiaria Dallas Semiconductor), NXP (precedentemente Philips Semiconductor), Nuvoton (precedentemente Winbond), ST Microelectronics, Silicon Laboratories (precedentemente Cygnal), Texas Instruments e Cypress Semiconductor.
La differenza tra una vera e propria CPU e l'8051 è che quest'ultimo possiede 32 linee di I/O, organizzate in gruppi di 8 bit ciascuno. ad ognuno di questi è possibile collegare un pulsante, un LED, oppure altri dispositivi che possano fornire I/O all'8051.
La designazione ufficiale di Intel per la famiglia 8051 di microcontrollori è MCS 51. La prima versione fu prodotta utilizzando tecnologia NMOS mentre le versioni successive, identificate da una lettera C nel loro nome (es., 80C51) usavano tecnologia CMOS ed erano quindi più efficienti dal punto di vista energetico dei loro predecessori NMOS. Ciò li rendeva particolarmente adatti per l'uso su dispositivi a batteria.

## Architettura 8051
L'8051 possiede 60000 transistor. Il cuore dell'8051 è rappresentato dal bus principale cui sono collegati vari registri, quasi tutti destinati a lettura o scrittura, sotto il controllo del programma.
L'8051 è dotato di due memorie separate per codice e dati. La RAM dei dati è di soli 256 byte, mentre la memoria ROM del codice può raggiungere i 64 KB. Oltre al bus principale e ai registri, sul chip dell'8051 ci sono due timer a 16 bit che risultano indispensabili per le applicazioni in tempo reale. Sono presenti anche 4 porte I/O a 8 bit, che permettono all'8051 di controllare 32 dispositivi esterni come pulsanti, luci, sensori, attuatori e altro.
L'8051 è un processore sincrono in cui la maggior parte delle istruzioni, seppur non tutte, impiegano un solo ciclo macchina. Ogni ciclo macchina è suddiviso in dodici cicli di clock, e da sei stati. Ad ogni stato viene eseguita una precisa operazione che portano all'esecuzione dell'istruzione.

## Applicazioni e funzioni importanti

Microarchitettura i8051.

Il chip dell'8051 integra le funzionalità seguenti:
- CPU a 8 bit
- Registri, accumulatore e unità aritmetico-logica ALU a 8 bit
- bus dati a 8 bit
- Bus indirizzi a 16 bit (spazio indirizzabile complessivo: 216 = 64kB indipendenti su RAM e ROM)
- RAM interna (memoria dati) - 256 byte
- ROM interna (memoria programma) - 4kB
- Quattro porte di I/O orientate al byte
- UART (porte seriali) di tipo sincrono (SPI, Serial Peripheral Interface) e asincrono
- Due contatori/timer a 16 bit
- Gestore di interrupt a due livelli di priorità
- Controllo del consumo (modalità di risparmio energetico)

Una caratteristica particolarmente utile dell'8051 è la possibilità di elaborare direttamente e in modo efficiente variabili booleane a un solo bit, nei registri e nella RAM. Questa caratteristica ha contribuito a consolidare la popolarità dell'8051 in applicazioni di controllo industriale. Un'altra caratteristica apprezzata è la presenza di quattro gruppi separati di registri di contesto, usati per ridurre drasticamente le latenze degli interrupt rispetto ai metodi tradizionali di immagazzinamento del contesto su stack.
Le porte seriali dell'8051 rendono semplice l'uso del chip come interfaccia di comunicazione. È infatti possibile configurare la modalità di connessione tra i pin esterni e i registri a scorrimento interni, collegandoli anche ai timer interni, ottenendo così il supporto di diverse modalità di comunicazione seriale, di tipo sia sincrono (SPI) che asincrono.
Le porte UART integrate, dalla gestione particolarmente semplice, sono in grado di comunicare secondo i protocolli seriali più diffusi, in particolare è supportata anche una modalità compatibile con il protocollo RS-485 per comunicazioni multipunto. Questa capacità di interfacciamento verso altri dispositivi rende l'8051 particolarmente adatto per applicazioni di tipo embedded.
La versione originale dell'8051 ha un ciclo macchina pari a 12 cicli di clock. Dato che la maggior parte delle istruzioni richiedono uno o due cicli macchina, usando un clock a 12 MHz l'8051 è in grado di eseguire in un secondo fino a un milione di istruzioni da un ciclo macchina e fino a cinquecentomila istruzioni da due cicli macchina. Le ultime versioni dell'8051 hanno ridotto drasticamente il numero di cicli di clock per ciclo macchina, fino ad arrivare a un ciclo macchina per ciclo di clock, come avviene nei modelli prodotti da SILabs, da alcuni Dallas e da qualche Atmel: a una frequenza di clock di 100 MHz la CPU risulta quindi particolarmente efficiente, altra caratteristica fondamentale per le applicazioni di tipo embedded. Grazie all'impiego di tecnologie FPGA, gli ultimi modelli di 8051 sono in grado di lavorare a una frequenza di clock pari a 200 MHz.
I più recenti modelli di microcontrollore basati su core 8051 hanno esteso anche le funzionalità integrate nel chip, aumentando il numero di sorgenti di interrupt, estendendo le funzionalità accessorie quali il numero di timer e contatori e integrando ulteriori funzioni ausiliarie: oscillatori interni, memorie non volatili programmabili (flash EPROM, EEPROM), ROM con bootloader per un avvio velocizzato, dispositivi avanzati di comunicazione seriale sincrona (I2C), gestori di interfaccia USB, modalità a basso consumo e a risparmio energetico, meccanismi di autodiagnostica eccetera.

## Programmazione
Oltre alla programmazione in linguaggio assembly nativo, sono disponibili diversi compilatori C, completi di estensioni per il controllo dell'allocazione delle variabili nei vari tipi di memoria e per l'accesso alle caratteristiche hardware specifiche dell'8051, come ad esempio i banchi di registri per le variabili a singolo bit. Sono inoltre disponibili compilatori e interpreti di altri linguaggi di alto livello come: Forth, BASIC, Pascal/Object Pascal, PL/M e Modula 2.

## Instruction set
Istruzioni aritmetiche
| Mnemonici     | Descrizione | Bytes | Cicli |
| ------------- | --- | ----- | ----- |
| ADD A,Rn      | Somma ad A il contenuto del registro Rn | 1     | 1     |
| ADD A,direct  | Somma ad A il contenuto della posizione direct | 2     | 1     |
| ADD A,@Ri     | Somma ad A il contenuto della posizione puntata da Ri | 1     | 1     |
| ADD A,#data   | Somma ad A il dato immediato | 2     | 1     |
| ADDC A,Rn     | Somma ad A il contenuto del registro Rn e il CY | 1     | 1     |
| ADDC A,direct | Somma ad A il contenuto della posizione direct e il CY | 2     | 1     |
| ADDC A,@Ri    | Somma ad A il contenuto della posizione puntata da Ri e il CY | 1     | 1     |
| ADDC A,#data  | Somma ad A il dato immediato e il CY | 2     | 1     |
| SUBB A,Rn     | Sottrae da A il contenuto del registro Rn e il CY | 1     | 1     |
| SUBB A,direct | Sottrae da A il contenuto della posizione direct e il CY | 2     | 1     |
| SUBB A,@Ri    | Sottrae da A il contenuto della posizione puntata da Ri e il CY | 1     | 1     |
| SUBB A,#data  | Sottrae da A il dato immediato e il CY | 2     | 1     |
| INC A         | Aumenta di 1 il contenuto di A | 1     | 1     |
| INC Rn        | Aumenta di 1 il contenuto del registro Rn | 1     | 1     |
| INC direct    | Aumenta di 1 il contenuto della posizione direct | 2     | 1     |
| INC @Ri       | Aumenta di 1 il contenuto della posizione puntata da Ri | 1     | 1     |
| DEC A         | Diminuisce di 1 il contenuto di A | 1     | 1     |
| DEC Rn        | Diminuisce di 1 il contenuto del registro Rn | 1     | 1     |
| DEC direct    | Diminuisce dI 1 il contenuto della posizione direct | 2     | 1     |
| DEC @Ri       | Diminuisce di 1 il contenuto della posizione puntata da Ri | 1     | 1     |
| INC DPTR      | Aumenta di 1 il contenuto del registro DPTR | 1     | 2     |
| MUL AB        | Moltiplica il contenuto di A per quello di B; la parte bassa del risultato va in A e la parte alta va in B                                                                                          | 1     | 4     |
| DIV AB        | Divide il contenuto di A per B; il quoziente va in A e il resto in B | 1     | 4     |
| DA A          | Realizza l'aggiustamento decimale del contenuto di A. Utilizzando la rappresentazione in BCD le istruzioni ADD e ADDC debbono essere seguite da DA: ciò assicura che il risultato sia ancora in BCD | 1     | 1     |

Operazioni Logiche
| Mnemonici        | Descrizione | Bytes | Cicli |
| ---------------- | --- | ----- | ----- |
| ANL A,Rn         | AND logico tra A e il contenuto del registro Rn                                                                    | 1     | 1     |
| ANL A,direct     | AND logico tra A e il contenuto della posizione direct                                                             | 2     | 1     |
| ANL A,@Ri        | AND logico tra A e il contenuto della posizione puntata da Ri                                                      | 1     | 1     |
| ANL A,#data      | AND logico tra A e il dato immediato                                                                               | 2     | 1     |
| ANL direct,A     | AND logico tra il contenuto della posizione direct e dell'ACC; il risultato rimane nella posizione direct          | 2     | 1     |
| ANL direct,#data | AND logico tra il contenuto della posizione direct ed il dato; il risultato rimane nella posizione direct          | 3     | 2     |
| ORL A,Rn         | OR logico tra A e il contenuto del registro Rn                                                                     | 1     | 1     |
| ORL A,direct     | OR logico tra A e il contenuto della posizione direct                                                              | 2     | 1     |
| ORL A,@Ri        | OR logico tra A e il contenuto della posizione puntata da Ri                                                       | 1     | 1     |
| ORL A,#data      | OR logico tra A e il dato immediato                                                                                | 2     | 1     |
| ORL direct,A     | OR logico tra il contenuto della posizione direct e dell'ACC; il risultato rimane nella posizione direct           | 2     | 1     |
| ORL direct,#data | OR logico tra il contenuto della posizione direct ed il dato immediato; il risultato rimane nella posizione direct | 3     | 2     |
| XRL A,Rn         | EX-OR logico tra A e il contenuto del registro Rn                                                                  | 1     | 1     |
| XRL A,direct     | EX-OR logico tra A e il contenuto della posizione direct                                                           | 2     | 1     |
| XRL A,@Ri        | EX-OR logico tra A e il contenuto della posizione puntata da Ri                                                    | 1     | 1     |
| XRL A,#data      | EX-OR logico tra A e il dato immediato                                                                             | 2     | 1     |
| XRL direct A     | EX-OR logico tra il contenuto della posizione direct e A, il risultato rimane nella posizione direct               | 2     | 1     |
| XRL direct,#data | EX-OR logico tra il contenuto della posizione direct e il dato, il risultato rimane nella posizione direct         | 3     | 2     |
| CLR A            | Azzera tutti i bit di A                                                                                            | 1     | 1     |
| CPL A            | Complementa a 1 (ovvero inverte) tutti i bit di A                                                                  | 1     | 1     |
| RL A             | Ruota di un posto verso sinistra i bit di A                                                                        | 1     | 1     |
| RLC A            | Ruota di un posto verso sinistra i bit di A con riporto al CY                                                      | 1     | 1     |
| RR A             | Ruota di un posto verso destra i bit di A                                                                          | 1     | 1     |
| RRC A            | Ruota di un posto verso destra i bit di A con riporto al CY                                                        | 1     | 1     |
| SWAP A           | scambia i due nibble dell'accumulatore                                                                             | 1     | 1     |

Operazioni di Trasferimento Dati
| Mnemonici          | Descrizione                                                                                                | Bytes | Cicli |
| ------------------ | --- | ----- | ----- |
| MOV A,Rn           | Copia in A il contenuto del registro Rn                                                                    | 1     | 1     |
| MOV A,direct       | Copia in A il contenuto della posizione direct                                                             | 2     | 1     |
| MOV A,@Ri          | Copia in A il contenuto della posizione puntata da Ri                                                      | 1     | 1     |
| MOV A,#data        | Copia in A il dato immediato                                                                               | 2     | 1     |
| MOV Rn,A           | Copia nel registro Rn il contenuto di A                                                                    | 1     | 1     |
| MOV Rn,direct      | Copia nel registro Rn il contenuto della posizione direct                                                  | 2     | 2     |
| MOV Rn,#data       | Copia nel registro Rn il dato immediato                                                                    | 2     | 1     |
| MOV direct,A       | Copia nella posizione direct il contenuto di A                                                             | 2     | 1     |
| MOV direct,Rn      | Copia nella posizione direct il contenuto del registro Rn                                                  | 2     | 2     |
| MOV direct, direct | Copia nella posizione direct il contenuto della posizione direct                                           | 3     | 2     |
| MOV direct,@Ri     | Copia nella posizione direct il contenuto della posizione puntata da Ri                                    | 2     | 2     |
| MOV direct,#data   | Copia nella posizione direct il dato immediato                                                             | 3     | 2     |
| MOV @Ri,A          | Copia nella posizione puntata da Ri il contenuto di A                                                      | 1     | 1     |
| MOV @Ri,direct     | Copia nella posizione puntata da Ri il contenuto. della posizione direct                                   | 2     | 2     |
| MOV @Ri,#data      | Copia nella posizione puntata da Ri il dato immediato                                                      | 2     | 1     |
| MOV DPTR,#data16   | Copia in DPTR un dato a 16 bit                                                                             | 2     | 1     |
| MOVC A,@A+DPTR     | Copia in A il contenuto della memoria programma di indirizzo DPTR + A                                      | 1     | 2     |
| MOVC A,@A+PC       | Copia in A il contenuto della memoria programma di indirizzo PC + A +1                                     | 1     | 2     |
| MOVX A,@Ri         | Copia in A il contenuto della memoria dati esterna puntata da Ri                                           | 1     | 2     |
| MOVX A,@DPTR       | Copia in A il contenuto della memoria dati esterna puntata da DPTR                                         | 1     | 2     |
| MOVX @Ri,A         | Copia nella posizione di memoria dati esterna puntata da Ri il contenuto di A                              | 1     | 2     |
| MOVX @DPTR,A       | Copia nella posizione di memoria dati esterna puntata da DPTR il contenuto di A                            | 1     | 2     |
| PUSH direct        | Copia nella posizione puntata da SP il contenuto della posizione direct e aumentalo Stack di una unità     | 2     | 2     |
| POP direct         | Copia nella posizione direct il contenuto della posizione puntata da SP e diminuisce lo Stack di una unità | 2     | 2     |
| XCH A,Rn           | Scambia il contenuto di A con quello di Rn                                                                 | 1     | 1     |
| XCH A,direct       | Scambia il contenuto di A con quello della posizione direct                                                | 2     | 1     |
| XCH A,@Ri          | Scambia il contenuto di A con quello della posizione puntata da Ri                                         | 1     | 1     |
| XCHD A,@Ri         | Scambia il nibble meno significativo di A con il più significativo della posizione puntata da Ri           | 1     | 1     |

Istruzioni sui bit (Variabili Booleane) Operations
| Mnemonici  | Descrizione                                                   | Bytes | Cicli |
| ---------- | ------------------------------------------------------------- | ----- | ----- |
| CLR C      | Azzera il flag CY                                             | 1     | 1     |
| CLR bit    | Azzera il bit dell'indirizzo [bit]                            | 2     | 1     |
| SETB C     | Pone a 1 il flag CY                                           | 1     | 1     |
| SETB bit   | Pone a 1 il bit dell'indirizzo [bit]                          | 2     | 1     |
| CPL C      | Inverte il flag CY                                            | 1     | 1     |
| CPL bit    | Inverte il bit dell'indirizzo [bit]                           | 2     | 1     |
| ANL C,bit  | AND logico fra CY e il bit dell'indirizzo [bit]               | 2     | 2     |
| ANL C,/bit | AND logico fra CY e la negazione del bit dell'indirizzo [bit] | 2     | 2     |
| ORL C,bit  | OR logico fra CY e il bit dell'indirizzo [bit]                | 2     | 2     |
| ORL C,/bit | OR logico fra CY e la negazione del bit dell'indirizzo [bit]  | 2     | 2     |
| MOV C,bit  | Copia nel carry il bit di indirizzo bit                       | 2     | 1     |
| MOV bit,C  | Copia il carry nell'indirizzo bit                             | 2     | 2     |

Istruzioni di controllo
| Mnemonici          | Descrizione | Bytes | Cicli |
| ------------------ | --- | ----- | ----- |
| ACALL addr11       | Manda in esecuzione una routine entro un segmento da 2K (solo in avanti) | 2     | 2     |
| LCALL addr16       | Manda in esecuzione una routine (anche fuori segmento, fino a ±32K) | 3     | 2     |
| RET                | Termina l'esecuzione di una routine | 1     | 2     |
| RETI               | Termina l'esecuzione della routine di risposta ad un'interruzione | 1     | 2     |
| AJMP addr11        | Salta all'indirizzo specificato entro un segmento da 2K (solo in avanti) | 2     | 2     |
| LJMP addr16        | Salta all'indirizzo specificato (anche fuori segmento, fino a ±32K) | 3     | 2     |
| SJMP rel           | Salta a [rel] posizioni successive del Program Counter (entro –128 e +127) | 2     | 2     |
| JMP @A+DPTR        | Salta alla posizione di PC puntata da A + il contenuto del DPTR | 1     | 2     |
| JZ rel             | Salta alla posizione [rel] se il contenuto di A è uguale a zero | 2     | 2     |
| JNZ rel            | Salta alla posizione [rel] se il contenuto di A è diverso da zero | 2     | 2     |
| JC rel             | Salta alla posizione [rel] se il bit di CY vale 1 | 2     | 2     |
| JNC rel            | Salta alla posizione [rel] se il bit di CY vale 0 | 2     | 2     |
| JB bit,rel         | Salta alla posizione [rel] se il bit contenuto nell'indirizzo [bit] vale 1 | 3     | 2     |
| JNB bit,rel        | Salta alla posizione [rel] se il bit contenuto nell'indirizzo [bit] vale 0 | 3     | 2     |
| JBC bit,rel        | Salta alla posizione [rel] se il bit contenuto nell'indirizzo [bit] vale 1, e poi lo azzera                                                                                         | 3     | 2     |
| CJNE A,direct,rel  | Salta alla posizione [rel] se il contenuto di A è diverso da quello di [direct]; se A è minore di [direct] pone CY=1, altrimenti CY=0                                               | 3     | 2     |
| CJNE A,#data,rel   | Salta alla posizione [rel] se il contenuto di A è diverso dal dato immediato; se A è minore di #dato pone CY=1, altrimenti CY=0                                                     | 3     | 2     |
| CJNE Rn,#data,rel  | Salta alla posizione [rel] se il contenuto di Rn è diverso dal dato immediato; se Rn è minore del dato pone CY=1, altrimenti CY=0                                                   | 3     | 2     |
| CJNE @Ri,#data,rel | Salta alla posizione [rel] se il contenuto della posizione puntata da Ri è diverso dal dato immediato; se il contenuto del riferimento è minore del dato pone CY=1, altrimenti CY=0 | 3     | 2     |
| DJNZ Rn,rel        | Diminuisce di 1 il contenuto di Rn; se Rn non diventa 0, salta a [rel] | 2     | 2     |
| DJNZ direct,rel    | Diminuisce di 1 il contenuto della posizione [direct]; se il contenuto non diventa 0, salta a [rel]                                                                                 | 3     | 2     |
| NOP                | Nessuna operazione (ritardo di un ciclo macchina) | 1     | 1     |

Note
Rn	Registri di lavoro R0-R7

direct	128 locazioni di ram interna, porta di I/O, registro di controllo o stato

@Ri	Locazione di RAM interna indiretta indirizzata dal registro R0 o R1
1. data	costante a 8 bit inclusa nell'istruzione
2. data16	costante a 16 bit inclusa nell'istruzione

bit	128 flag software, pin di I/O, bit di controllo o stato

addr16	L'indirizzo di destinazione può essere ovunque nei 64-kByte dello spazio di memoria programma

addr11	L'indirizzo di destinazione sarà nella stessa pagina di memoria programma ampia 2-kByte come primo byte della corrente istruzione

rel	offset a 8-bit relativo al primo byte della corrente istruzione (+127, -128)

All mnemonics copyrighted (C) Intel Corporation 1979

## Varianti

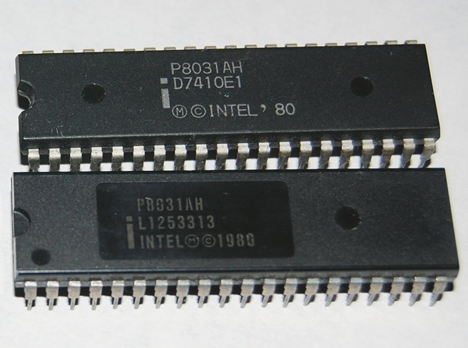
Processore Intel 8031

| Chip | Memoria dedicata al programma | Tipo di memoria | RAM | Numero di timer | Numero di interrupt |
| ---- | ----------------------------- | --------------- | --- | --------------- | ------------------- |
| 8031 | 0 KB                          | ---             | 128 | 2               | 5                   |
| 8051 | 4 KB                          | ROM             | 128 | 2               | 5                   |
| 8751 | 8 KB                          | EPROM           | 128 | 2               | 5                   |
| 8032 | 0 KB                          | ---             | 256 | 3               | 6                   |
| 8052 | 8 KB                          | ROM             | 256 | 3               | 6                   |
| 8752 | 8 KB                          | EPROM           | 256 | 3               | 6                   |